# Cauroy
Cauroy ist eine französische Gemeinde mit 187 Einwohnern (Stand: 1. Januar 2022) im Département Ardennes in der Region Grand Est (bis 2015 Champagne-Ardenne). Sie gehört zum Arrondissement Vouziers, zum Kanton Attigny und zum Gemeindeverband Argonne Ardennaise.

## Geographie
Doe Gemeinde Cauroy liegt in der Trockenen Champagne, 36 Kilometer ostnordöstlich von Reims. Umgeben wird Cauroy von den Nachbargemeinden Mont-Saint-Remy im Norden, Machault im Osten, Saint-Étienne-à-Arnes im Südosten, Saint-Pierre-à-Arnes im Süden, Hauviné im Südwesten, La Neuville-en-Tourne-à-Fuy im Westen sowie Bignicourt und Ville-sur-Retourne im Nordwesten.

## Bevölkerungsentwicklung
| Jahr                       | 1962 | 1968 | 1975 | 1982 | 1990 | 1999 | 2004 | 2009 | 2019 |
| Einwohner                  | 187  | 180  | 178  | 180  | 244  | 194  | 198  | 187  | 190  |
| Quellen: Cassini und INSEE |      |      |      |      |      |      |      |      |      |

## Sehenswürdigkeiten

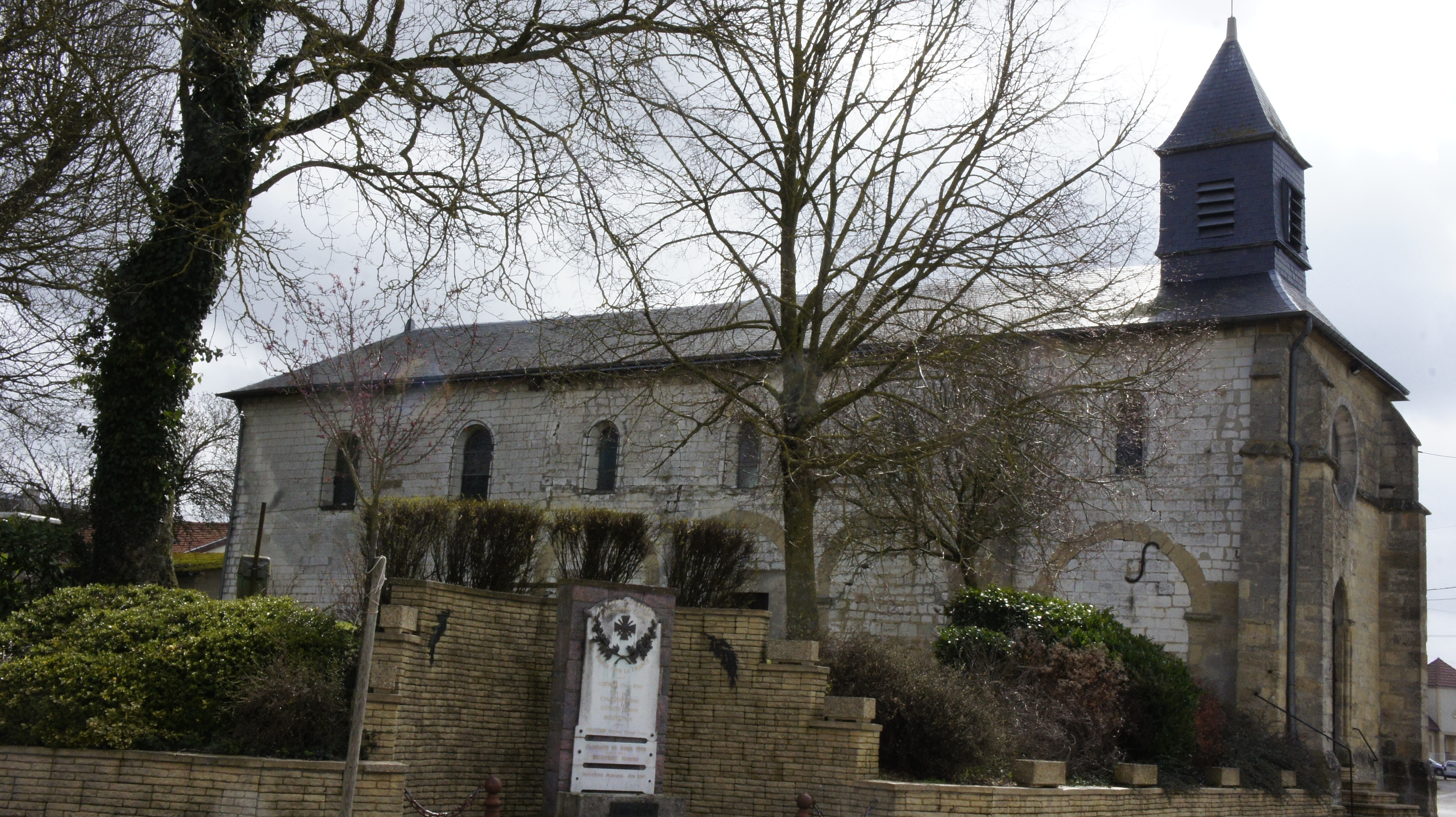
Kirche Saint-Christophe

- Kirche Saint-Christophe